# ピラール・バヨナ国際ピアノコンクール
ピラール・バヨナ国際ピアノコンクール(Concurso Internacional de Piano "Pilar Bayona")は、かつてスペイン・アラゴン州サラゴサ県サラゴサで開催されていた国際ピアノコンクール。

## 歴史
1983年に初開催され、1989年には国際音楽コンクール世界連盟にも登録した。第一回優勝者は日本国際音楽コンクール1990(東京)を制したベルギーのピアニストのヨハン・シュミットであった。
審査員は現代音楽作曲家のトマス・マルコほか大物が揃ったにもかかわらず、2001年で閉会した。当時のイベリア半島の国際ピアノコンクールは、シッチェス国際現代音楽ピアノコンクールを皮切りにヴィアンナ・ダ・モッタ国際ピアノコンクール、ポルトガル・ポルト市国際音楽コンクール、ハビエル・モンサルバーチェ国際現代音楽ピアノコンクール、ホセ・ロカ国際ピアノコンクールなどが次々とドミノ倒しのように閉会していた。やがて、中国や日本の資本によって経営が安定し、元の勢いを取り戻すようになったのは2020年代に入ってからである。

## 第一位受賞者
- 第1回1983年  ヨハン・シュミット
- 第2回1985年  Martin Söderberg
- 第3回1987年  イーゴリ・カメンツ
- 第4回1989年  Oleg Marshev
- 第5回1992年  Claudio Martínez Mehner
- 第6回1995年  Valeria Resian
- 第7回1998年  Dror Biran[3]
- 第8回2001年  Domenico Codispoti